# Ткачёв, Василий Алексеевич
Ткачёв, Василий Алексеевич — советский деятель органов внутренней безопасности, депутат Верховного Совета СССР.

## Биография
Родился в 1896 году; место рождения — д. Жедринка Петровского уезда Саратовской губернии. Национальность — русский.
Член ВКП(б) c 1919.
С 02.11.1937 по 25.11.1939 — нарком внутренних дел Бурят-Монгольской АССР. С 05.02.1938 — капитан государственной безопасности, c 03.04.1938 — полковник государственной безопасности. 25.11.1939 уволен в запас согласно ст. 38 п. «в» Положения.
Депутат Верховного Совета СССР 1 созыва.
Арестован 20.12.1940. Осуждён 30.06.1941. Орган, вынесший решение — Военный трибунал ЗабВО. Обвинение — ст. 193-17 п. «б» УК РСФСР. Приговорён к высшей мере наказания.
Расстрелян 18.11.1941.